# Christ The Lord: Out of Egypt
Christ The Lord: Out of Egypt, (Cristo Senhor: A saída para o Egito/br/pt) é um livro escrito por Anne Rice em 2005, que retrata o jovem Jesus, então aos sete anos de idade, partindo do Egito com a família para voltar para sua casa em Nazaré.
Christ The Lord... nos fala dos estágios da infância e adolescência de Jesus, e o centro emocional do livro reside na revelação gradual que ele tem sobre seu nascimento milagroso, coisa que seus pais nunca discutiram de forma apropriada. Jesus começa a entender por que ele pode curar o doente e ressuscitar o morto.
A detalhada pesquisa histórica de Rice torna-se evidente, na medida em que mostra as diferenças entre as seitas judáicas que se formaram no primeiro século cristão (os Fariseus, Essenios e Saduceus, cada um desempenhando um papel), fantasiando uma peregrinação de Páscoa até Jerusalém ou descrevendo as constantes e violentas rebeliões protagonizadas pelos judeus contra o domínio do Império Romano.
O livro relata um Jesus extremamente sintonizado com o Judaísmo. Uma das melhores cenas descritas reflete a educação baseada na Torá, e a imersão nas tradições orais nela contida. Considerando a perspectiva de Jesus - já que o livro é narrado em primeira pessoa, o próprio Cristo - o idioma pueril torna a prosa simplista onde os leitores descobrem as riquezas do estilo prosaico e intimista que Rice adota.
Também neste livro, Rice nos brinda com um comovente epílogo no qual ela descreve o recente retorno à sua fé Católica e avalia de forma divertida e ácida a moda dos estudos bíblicos nos dias de hoje.
Em 2016, uma adaptação cinematográfica do livro é lançada sob o título O Jovem Messias. O filme foi produzido pela 1492 Pictures CJ Entertainment e distribuído internacionalmente pela Focus Features. No Brasil foi distribuído pela Paris Filmes.